# La Creueta dels Camps
La Creueta dels Camps (o, simplement, La Creueta) és una cruïlla de camins que hi ha al costat d'uns camps de cultiu de la masia d'Els Camps del poble de La Corriu, al municipi de Guixers, a la Vall de Lord (Solsonès).